# ラクトコッカス属
ラクトコッカス属（ラクトコッカスぞく、Lactococcus）とはホモ乳酸菌の一群で、ストレプトコッカス科に属すグラム陽性菌の1属。狭義の乳酸球菌。球菌で芽胞を形成せず、運動性を持たない。ヨーグルトやチーズ等の乳酸発酵食品に多く含まれる。特に基準種であるLactococcus lactisが重要。pHや塩濃度の変動に強く、自然界に広く存在する。
ラクトコッカス属の基準種であるLactococcus lactis の発酵によってバクテリオシンであるナイシンが生じる。ナイシンは、グラム陽性菌の成長を抑え、食品の寿命を延ばすためにプロセスチーズや肉、飲料等の製造に用いられる。ナイシンは食中毒の原因の１つであるリステリア・モノサイトゲネス（Listeria monocytogenes）等を含む広い範囲の種に対して効果がある。

## 分類
- Lactococcus lactis（基準種）
  - Lactococcus lactis subsp. cremoris
  - Lactococcus lactis subsp. hordniae
  - Lactococcus lactis subsp. lactis（基亜種）
- Lactococcus chungangensis
- Lactococcus garvieae
- Lactococcus piscium
- Lactococcus plantarum
- Lactococcus raffinolactis

ほか6種